# Mycetophila scotica
Mycetophila scotica är en tvåvingeart som beskrevs av Edwards 1941. Mycetophila scotica ingår i släktet Mycetophila och familjen svampmyggor. Inga underarter finns listade i Catalogue of Life.